# Lacus Veris
Der Lacus Veris (lateinisch für „Frühlings-See“) ist ein kleines Mare auf dem Erdmond, das ungefähr 396 km durchmisst. Er wurde 1970 benannt und liegt bei 16° 30' S / 86° 06' W. Der Lacus Veris und der benachbarte Lacus Autumni liegen zwischen zwei Bergketten – die Montes Cordillera und die Montes Rook.